# سعدون الدليمي
سعدون جوير فرحان الدليمي (الأنبار 1954 - ) هو سياسي عراقي، و وزير الدفاع السابق لدورتين، بالإضافة إلى كونه ووزير الثقافة السابق (2010 - 2014) في حكومة نوري المالكي , ونائب سابق في البرلمان العراقي لدورتين.

## حياته
ولد سعدون الدليمي في محافظة الأنبار عام 1954 ، وحصل على درجة الماجستير في علم الاجتماع من جامعة بغداد عام 1979 ، ثم درجة الدكتوراه في علم النفس الاجتماعي من المملكة المتحدة عام 1990.

## قبل سقوط النظام
عمل مدرساً في جامعة بغداد بعد الحصول على الماجستير، إلى جانب عمله في الأمن، ثم ابتعث إلى لندن لإكمال درجة الدكتوراه عام 1986. عمل كمحاضر في الجامعات البريطانية ثم في جامعات عربية عديدة في المملكة العربية السعودية والأردن. كما أختير عضواً أساسياً في جمعيات علمية وأكاديمة دولية كثيرة، وله عشرات من البحوث في اللغة العربية والإنجليزية. انضم إلى معارضة حكم الرئيس العراقي السابق صدام حسين بعد غزو الكويت؛ وكان قد صدر بحقه - غيابياً - حكم بالإعدام لمشاركته في محاولة انقلابية. شارك في مؤتمرات المعارضة في الخارج واختير في لجنة التنسيق والمتابعة في مؤتمر لندن 2002

## العراق ما بعد عام 2003
عاد سعدون الدليمي إلى العراق ليقوم بإنشاء مركز علمي عام 2003 بعد سقوط نظام صدام حسين وأطلق عليه مركز العراق للبحوث والدراسات الإستراتيجية ، ولهذا المركز دراسات واستطلاعات الرأي.
أصبح بعد ذلك وزيراً للدفاع في حكومة إبراهيم الجعفري من الفترة 1 يونيو 2005 وحتى 3 يونيو 2006 . ثم عمل كمستشار لمجلس الوزراء في حكومة نوري المالكي منذ 15 يونيو 2006 إلى نهاية عمل الحكومة بتاريخ 20 مايو 2010. 
أما في انتخابات مجلس النواب التي أُقيمت في تاريخ 7 مارس 2010 ، فقد فاز مُمَثِلاً محافظة الأنبار عن قائمة ائتلاف وحدة العراق . ، ونُصب وزيراً للثقافة في حكومة نوري المالكي السابقة، وقد أدى اليمين الدستورية في 21 ديسمبر 2010 . كوزيراً للثقافة، بالإضافة إلى توليه وزارة الدفاع بالوكالة منذ 17 أغسطس 2011.
أما في انتخابات مجلس النواب التي أُقيمت في تاريخ 30 أبريل 2014 , فقد فاز ممثلا محافظة الأنبار عن قائمة وحدة أبناء العراق.
اختير رئيساً مؤقتا لكتلة اتحاد القوى العراقية النيابية بتاريخ 22 تموز 2017.
أعلن عن إنشاء حزب وحدة أبناء العراق برئاسته في تاريخ 26 تموز 2017.
فاز في الانتخابات البرلمانية بتاريخ 12 ايار 2018 عن محافظة الأنبار، وأعلنت المفوضية العليا المستقلة للانتخابات فوز تحالف (الأنبار هويتنا) الذي ينتمي إليه الدليمي بالمركز الأول في عموم المحافظة بواقع 6 كراسي برلمانية من اصل 15.